# Pogonostoma (Pogonostoma)
Pogonostoma (Pogonostoma) lub Pogonostoma sensu stricto – podrodzaj chrząszczy z rodziny biegaczowatych, podrodziny trzyszczowatych i rodzaju Pogonostoma.

## Występowanie
Wszystkie należące tu gatunki są endemitami Madagaskaru.

## Systematyka
Opisano dotychczas 38 gatunków z tego podrodzaju:
- Pogonostoma (Pogonostoma) abadiei Rivalier, 1965
- Pogonostoma (Pogonostoma) affine W.Horn, 1893
- Pogonostoma (Pogonostoma) alluaudi W.Horn, 1898
- Pogonostoma (Pogonostoma) andranobense J.Moravec, 2007
- Pogonostoma (Pogonostoma) ankaranense Deuve, 1986
- Pogonostoma (Pogonostoma) atrorotundatum W.Horn, 1934
- Pogonostoma (Pogonostoma) brullei Castelnau & Gory, 1837
- Pogonostoma (Pogonostoma) chalybaeum Klug, 1835
- Pogonostoma (Pogonostoma) densepunctatum Rivalier, 1970
- Pogonostoma (Pogonostoma) densisculptum Moravec, 2003
- Pogonostoma (Pogonostoma) differens Cassola & Andriamampianina, 2001
- Pogonostoma (Pogonostoma) elegans (Brulle, 1834)
- Pogonostoma (Pogonostoma) externospinosum W.Horn, 1927
- Pogonostoma (Pogonostoma) gibbosum Rivalier, 1970
- Pogonostoma (Pogonostoma) globicolle Rivalier, 1970
- Pogonostoma (Pogonostoma) hamulipenis W.Horn, 1934
- Pogonostoma (Pogonostoma) heteropunctatum Moravec, 2000
- Pogonostoma (Pogonostoma) impressum Rivalier, 1970
- Pogonostoma (Pogonostoma) litigiosum Rivalier, 1970
- Pogonostoma (Pogonostoma) majunganum Jeannel, 1946
- Pogonostoma (Pogonostoma) malleatum Rivalier, 1970
- Pogonostoma (Pogonostoma) meridionale Fleutiaux, 1899
- Pogonostoma (Pogonostoma) perroti Rivalier, 1970
- Pogonostoma (Pogonostoma) peyrierasi Rivalier, 1970
- Pogonostoma (Pogonostoma) praetervisum J.Moravec, 2005
- Pogonostoma (Pogonostoma) propinquum Rivalier, 1970
- Pogonostoma (Pogonostoma) rivalieri J.Moravec, 2005
- Pogonostoma (Pogonostoma) rugosoglabrum W.Horn, 1923
- Pogonostoma (Pogonostoma) sambiranense Rivalier, 1965
- Pogonostoma (Pogonostoma) septentrionale Fleutiaux, 1903
- Pogonostoma (Pogonostoma) spinipenne Castelnau & Gory, 1837
- Pogonostoma (Pogonostoma) srnkai W.Horn, 1893
- Pogonostoma (Pogonostoma) subgibbosum Moravec, 2000
- Pogonostoma (Pogonostoma) subtile W.Horn, 1904
- Pogonostoma (Pogonostoma) subtiligrossum W.Horn, 1934
- Pogonostoma (Pogonostoma) sudiferum Rivalier, 1965
- Pogonostoma (Pogonostoma) tortipenis W.Horn, 1934
- Pogonostoma (Pogonostoma) violaceolevigatum W.Horn, 1927